# فوكس (قناة)
فوكس (بالألمانية: vox) هي قناة تلفزيونية ألمانية تابعة لمجموعة آر تي إل (RTL Group)، تأسست سنة 1993، ويقع مقرها في مدينة كولونيا.
تبث القناة أساسا الأفلام الوثائقية والأفلام والمسلسلات الأمريكية.

## تاريخ شعار القناة

الشعار القديم
شعار القناة سنة 1994
الشعار الحالي منذ 11 سبتمبر 2013
شعار القناة بجودة HD منذ 2013

## وصلات خارجية
- (بالألمانية)

```
الموقع الرسمي
```

- (بالألمانية)

```
15 Jahre VOX
```